# Leelee Sobieski
Liliane Rudabet Gloria Elsveta "Leelee" Sobieski, född den 10 juni 1983 i New York i New York, är en amerikansk skådespelare.
Leelee Sobieski är sedan augusti 2010 gift med Adam Kimmel, med vilken hon har ett barn.

## Filmografi i urval
- 1997 – Djungel till djungel
- 1998 – Deep Impact
- 1998 – A Soldier's Daughter Never Cries
- 1999 – Never Been Kissed
- 1999 – Joan of Arc (TV-film)
- 2000 – Here on Earth
- 2001 – Roadkill
- 2001 – The Glass House
- 2002 – Max
- 2006 – In a Dark Place
- 2006 – The Wicker Man
- 2007 – In the Name of the King: A Dungeon Siege Tale
- 2007 – 88 Minutes
- 2007 – Walk All Over Me